# Bătălia de la Marcellae (756)
Bătălia de la Marcellae (bulgară: Битката при Маркели, greacă: Μάχη των Μαρκελλών) a avut loc la Markeli, lângă Karnobat, pe teritoriul Bulgariei de azi, în 756 între armatele Primului Imperiu Bulgar și ale Imperiului Bizantin. Conflictul militar s-a soldat cu o victorie bizantină.

## Cauze
În 755, pacea bulgaro-bizantină se aproprie de sfârșit, când, după victoriile obținute în fața arabilor, împăratul bizantin și-a propus să-și asigure granița cu Imperiul Bulgar.
Hanul bulgar a considerat construcția de noi fortărețe de-a lungul graniței ca o încălcare a tratatului din 716, smnat de Tervel, de asemenea, a trimis soli pentru a cere tribut pentru cetăți noi. Fiind refuzat, bulgarii s-au angrenat într-o campanie în Tracia, ajungând până lângă Constantinopol, unde sunt înfrânți.

## Bătălia
În 756, Constantin al V-lea a organizat o campanie militară împotriva Primului Imperiului Bulgar condus de Vineh. O armată a fost trimisă alături de cinci sute de vase pentru a ataca împrejurimile deltei Dunării. Însuși împăratul a condus grosul trupelelor bizantine ce s-au angajat într-o luptă cu forțele bulgare în apropriere de castelul Marcellae. Detalii despre luptă (pierderile părților combatante, strategiile de luptă) sunt necunoscute, dar rezultatul final a fost o victorie a împăratului Constantin al V-lea. Pentru a opri invazia, bulgarii trimit ostatici la Constantinopol. Dar în 759, Constantin al V-lea reinvadează Bulgaria când este înfrânt în bătălia de la pasul Rishki.